# Craugastor cruzi
Craugastor cruzi là một loài ếch trong họ Craugastoridae.
Nó là loài đặc hữu của Honduras.
Các môi trường sống tự nhiên của chúng là các khu rừng vùng núi ẩm nhiệt đới hoặc cận nhiệt đới và sông có nước theo mùa.